# Owczarki i inne psy pasterskie, z wyłączeniem szwajcarskich psów do bydła
Wszystkie rasy psów według przepisów FCI zostały podzielone na 10 podstawowych grup ze względu na ich użytkowość, charakter, czy przeznaczenie. Do grupy 1 zaliczamy rasy psów użytkowych, wykorzystywanych w służbie człowieka jako :psy stróżujące, psy zaganiające, psy obronne, psy poszukiwawcze, jak również psy przewodnicy.     

## I grupaFCI
Owczarki i inne psy pasterskie z wyłączeniem szwajcarskich psów do bydła

### sekcja 1 - owczarki
- Bearded Collie[1][2][3]
- Bergamasco (Cane da pastore Bergamasco)[1][2][3]
- Biały Owczarek Szwajcarski („ Berger Blanc Suisse”)[1][2][3]
- Border Collie[1][2][3]
- ("Ceskoslovenský Vlciak") Wilczak czechosłowacki[1][2][3]
- Ciobanesc Romanesc Carpatian[1][3]
- Ciobanesc Romanesc Mioritic[1][3]
- Czuwacz słowacki (Slovenský Čuvač)[1][2][3]
- Komondor[1][2][3]
- Owczarek węgierski Kuvasz(Kuvasz)[1][2][3]
- Maremmano-Abruzzese (“Cane da pastore Maremmano-Abruzzesse”)[1][2][3]
- Owczarek węgierski Mudi[1][2][3]
  - Mudi Fawn[1][2][3]
  - Mudi Black[1][2][3]
  - Mudi Blue-merle[1][2][3]
  - Mudi Ashen[1][2][3]
  - Mudi Brown[1][2][3]
  - Mudi White[1][2][3]
- Owczarek australijski - typ amerykański (Australian Shepherd - american type)[1][2][3]
- Owczarek australijski Kelpie (Australian Kelpie)[1][2][3]
- Owczarek belgijski (Chien de berger belge)[1][3][2]
  - Owczarek belgijski Groenendael (Chien de berger belge Groenendael)[1][2][3]
  - Owczarek belgijski Laekenois (Chien de berger belge Laekenois)[1][2][3]
  - Owczarek belgijski Malinois (Chien de berger belge Malinois)[1][2][3]
  - Owczarek belgijski Tervueren (Chien de berger belge Tervueren)[1][2][3]
- Owczarek chorwacki (Hrvatski Ovcar)[1][2][3]
- Owczarek francuski Beauceron (Berger de Beauce)[1][2][3]
  - Owczarek francuski Beauceron Black and tan[1][2][3]
- *Owczarek francuski Beauceron Harlequin[1][2][3]
- Owczarek francuski Briard (Berger de Brie (Briard))[1][2][3]
  - Owczarek francuski Briard (Berger de Brie Slate(Briard))[1][2][3]
  - Owczarek francuski Briard (Berger de Brie Fawn, grey (Briard))[1][2][3]
- Owczarek holenderski (Hollandse Herdershond)[1][2][3]
  - Owczarek holenderski długowłosy (Hollandse Herdershond Langharige)[2][1][3]
  - Owczarek holenderski krótkowłosy (Hollandse Herdershond Kortharige)[1][2][3]
  - Owczarek holenderski szorstkowłosy (Hollandse Herdershond Puwharige)[1][2][3]
- Owczarek kataloński (Gos d'Atura Catala)[1][2][3]
  - Owczarek kataloński długowłosy (Gos d'Atura Catala a pelo largo)[1][2][3]
  - Owczarek kataloński gładkowłosy (krótkowłosy) (Gos d'Atura Catala a pelo liso)[1][2][3]
- Owczarek niemiecki (Deutscher Schäferhund)[1][2][3]
  - Owczarek niemiecki krótkowłosy (Deutscher Schäferhund Short-haired)[1][2][3]
  - Owczarek niemiecki długowłosy (Langstockhaar Deutscher Schäferhund)[1][2][3]
- Owczarek pikardyjski (Berger de Picardie)[1][2][3]
- Owczarek środkowoazjatycki
- Owczarek pirenejski (Long-haired) (Chien de Berger des Pyrénées à poil long)[1][2][3]
- Owczarek pirenejski (smooth faced) (Chien de Berger des Pyrénées à face rase)[1][2][3]
- Owczarek południoworosyjski Jużak (Ioujnorousskaïa Ovtcharka)[1][2][3]
- Owczarek portugalski (Cão da Serra de Aires)[1][2][3]
- Owczarek staroangielski Bobtail (Old English Sheepdog)[1][2][3]
- Owczarek szetlandzki Sheltie) (Shetland Sheepdog)[1][2][3]
- Owczarek szkocki Collie długowłosy (Collie Rough)[1][2][3]
- Owczarek szkocki Collie krótkowłosy (Collie Smooth)[1][2][3]
- Owczarek z Majorki (Ca de Bestiar)[1][3]
  - Owczarek z Majorki długowłosy (Ca de Bestiar a pelo largo)[1][3]
  - Owczarek z Majorki krótkowłosy (Ca de Bestiar a pelo corto)[1][3]
- Polski owczarek nizinny[1][2][3]
- Polski owczarek podhalański[1][2][3]
- Puli[1][2][3]
  - Puli Black[1][2][3]
  - Puli Black with few rusty coloured Or grey shadings[1][2][3]
  - Puli Fawn with a distinct Black mask[1][2][3]
  - Puli Grey In Any shade[1][2][3]
- Pumi[1][2][3]
  - Pumi Grey in different shades[1][2][3]
  - Pumi Black[1][2][3]
  - Pumi Fawn : groundcolours red, yellow, cream[1][2][3]
  - Pumi White[1][2][3]
- Saarlooswolfhond[1][2][3]
- Nederlandse Schapendoes[1][2][3]
- Schipperke[1][2][3]
- Welsh Corgi Cardigan[1][2][3]
- Welsh Corgi Pembroke[1][2][3]

### sekcja 2 - psy zaganiające
(z wyłączeniem szwajcarskich psów do bydła)
- Australijski pies pasterski (zaganiający) (Australian Cattle Dog)[1][2][3]
- Australian Stumpy Tail Cattle Dog (Australian Stumpy Tail Cattle Dog)[1][3]
- Bouvier des Ardennes[1][2][3]
- Owczarek flandryjski (Bouvier des Flandres, Vlaamse Koehond)[1][2][3]

   (wróć do indeksu)